# Kanton Legé
Kanton Legé (fr. Canton de Legé) je francouzský kanton v departementu Loire-Atlantique v regionu Pays de la Loire. Tvoří ho tři obce.

## Obce kantonu
- Corcoué-sur-Logne
- Legé
- Touvois